# Alix Dufresne
Pour les articles homonymes, voir Dufresne.
Œuvres principales
La Déesse des mouches à feu
Hidden Paradise
Alix Dufresne est une comédienne, dramaturge, metteur en scène et chorégraphe québécoise.

## Biographie
En 2014, Alix Dufresne obtient un diplôme de mise en scène à l'École nationale de théâtre du Canada. Elle crée sa première chorégraphie en adaptant Les Paroles de Daniel Keene à l'Ecole puis au Théâtre Prospero de Montréal. Dans cette pièce de vingt pages qui évoque le désarroi de l'homme face au mutisme de Dieu, la metteur en scène privilégie « la gestuelle, le mouvement, le travail du corps tout entier, à mi-chemin entre le mime et la danse » (Jeu, revue de théâtre).
Résidente au Centre du Théâtre d'Aujourd'hui, elle met en scène en 2017 Nuits frauduleuses, soit 25 textes écrits par 13 poètes de la Génération Y,, puis en 2018 avec le metteur en scène Patrice Dubois elle adapte le roman de Geneviève Pettersen, La Déesse des mouches à feu au Théâtre de Quat'Sous qui évoque l'adolescence en travaillant avec onze jeunes actrices non professionnelles,,. Le spectacle reçoit le Prix du Meilleur Spectacle de Montréal de l'Association québécoise des critiques de théâtre.
En 2021, Alix Dufresne met en scène Sophie Cadieux dans Féministe pour homme d'après Noémie de Lattre,, puis elle poursuit en 2022 avec la mise en scène de Malaise dans la civilisation d’Étienne Lepage à  Montréal et au Festival off d'Avignon soit quatre personnages qui interagissent entre eux et le public en dépassant les codes du théâtre,,. En 2023, Aujourd'hui ce soir naît d'une carte blanche du Centre du Théâtre d’Aujourd’hui dans lequel la metteur en scène revisite l'année écoulée sous la forme d'un faux show télévisé. Alix Dufresne orchestre également les cérémonies d’ouverture et de clôture des Jeux du Québec.
En 2024, Alix Dufresne et Marc Béland reprennent Hidden Paradise, spectacle chorégraphique créé en 2015 et ayant pour sujet les paradis fiscaux, en tournée, au Festival off d'Avignon et au Luxembourg,

## Spectacles

### Comédienne
- 2015 : Hidden Paradise de Alix Dufresne et Marc Béland, chorégraphie Alix Dufresne, Festival Quartiers Danses Montréal, Festival off d'Avignon, tournée
- 2015 : Nombreux seront nos ennemis de Geneviève Desrosiers, mise en scène Hanna Habdelnour
- 2021 : Malaise dans la civilisation, écriture et mise en scène Alix Dufresne et Étienne Lepage, La Chapelle, Carleton, Charleroi, Trois-Rivières
- 2018 : Blank Cunt, Collectif Cool Cunts

### Mise en scène
- 2012 : Abraham Lincoln va au théâtre de Larry Tremblay, mise en lecture, Salle Pauline Julien
- 2013 : Sauvons les rivières!, Cabaret du Lion d’Or
- 2013 : Chutes d'Alix Dufresne, Studio Hydro-Québec, Monument National, Quartiers Danses
- 2014 : Les Paroles de Daniel Keene, Théâtre Prospero
- 2015 : Le dire de Di de Michel Ouellette, mise en lecture
- 2015 : La mémoire est une passoire, Festival Quatre Chemins, Port-au-Prince (Haïti)
- 2017 : Nuits frauduleuses, texte collectif, Centre du Théâtre d'Aujourd'hui
- 2018 : Chutes : Descendre au ciel, chorégraphie d' Alix Dufresne, Festival Quartiers Danses Montréal
- 2018 : La Déesse des mouches à feu de Geneviève Pettersen, co mis en scène avec Patrice Dubois, Théâtre de Quat'Sous
- 2019 : Parle à ton voisin, conception de la Soirée d’ouverture du Festival Jamais Lu
- 2019 : Marie Pierre Arthur : Des feux pour voir, M Telus et tournée au Québec
- 2019 : Dear Criminal et l’Orchestre de chambre de Montréal, Gesù
- 2021 : Spamalot, comédie musicale des Monty Python
- 2021 : Féministe pour homme d'après Noémie de Lattre, Usine C (Montréal), tournée
- 2021 : Vers solitaire d’Olivier Choinière[17]
- 2022 : Malaise dans la civilisation d’Étienne Lepage, Festival TransAmériques de Montréal, Théâtre 13, Festival Off d'Avignon
- 2022 : Duo en morceaux, Théâtre INK, Écuries
- 2023 : Aujourd'hui ce soir d’Alix Dufresne, Mélodie Bujold-Henri, Guillaume Chapnick et Isabelle Sasseville, Centre du Théâtre d'Aujourd'hui (Montréal)

### Chorégraphe
- 2014 : Les Paroles de Daniel Keene, mise en scène Alix Dufresne, Théâtre Prospero
- 2015 : Hidden Paradise de Alix Dufresne et Marc Béland, Festival Quartiers Danses Montréal, Festival off d'Avignon, tournée
- 2015 : La mémoire est une passoire, Festival Quatre Chemins, Port-au-Prince, Haïti
- 2018 : Chutes : Descendre au ciel, mise en scène Alix Dufresne, Festival Quartiers Danses Montréal

### Cirque
- 2019 : Cosmos + Exentrix (idéation et écriture de 2 spectacles pour le navire MSC Grandiosa), Cirque du Soleil
- 2019 : Blue Man Group : the Blue Christmas Show de et mise en scène d'Alix Dufresne, Cirque du Soleil
- 2020 : Raices d'Alix Dufresne, Circo Jumbo, Santiago (Chili)
- 2022 : Charcoal de et mise en scène d'Alix Dufresne[18]
- 2022 : Cérémonie d’ouverture et de clôture des Jeux du Québec, de et mise en scène d'Alix Dufresne, Rivière-du-loup

## Filmographie
- 2009 : Pour toujours, les Canadiens! de Sylvain Archambault
- 2010 : Piché, entre ciel et terre de Sylvain Archambault
- 2011 : Le Vendeur de Sébastien Pilote
- 2011 : Gerry de Alain DesRochers
- 2013 : La Fille du Martin de Samuel Thivièrge
- 2014 : La Garde de Sylvain Archambault
- 2015 : Anna de Charles-Olivier Michaud
- 2015 : Les Êtres chers d'Anne Émond
- 2015 : Le Garagiste de Renée Beaulieu
- 2016 : Identités de Samuel Thivierge
- 2017 : C’est le cœur qui meurt en dernier de Alexis Durand-Brault
- 2017 : Les Salopes ou le sucre naturel de la peau de Renée Beaulieu
- 2019 : La Face cachée du baklava de Maryanne Zéhil
- 2023 : Habiter la maison de Renée Beaulieu

## Distinctions
- Prix de la critique (AQCT) 2018 : Prix du Meilleur Spectacle Montréal pour La Déesse des mouches à feu
- Prix John-Hirsch 2022[19]